# Mahla Mahrooghi
Mahla Mahrooghi (* 7. Oktober 2002) ist eine iranische Leichtathletin, sich auf den Diskuswurf spezialisiert hat.

## Sportliche Laufbahn
Erste Erfahrungen bei internationalen Wettkämpfen sammelte Mahla Mahrooghi im Jahr 2019, als sie bei den Jugendasienmeisterschaften in Hongkong mit einer Weite von 43,47 m den vierten Platz im Diskuswurf belegte. 2021 erreichte sie dann bei den U20-Weltmeisterschaften in Nairobi mit 48,75 m Rang sechs.
2021 wurde Mahrooghi iranische Meisterin im Diskuswurf.

## Persönliche Bestleistungen
- Kugelstoßen: 17,55 m, 16. Februar 2021 in Potchefstroom (afrikanischer U20-Rekord)
- Diskuswurf: 53,50 m, 20. August 2021 in Nairobi (afrikanischer U20-Rekord)